# النظام البدوي في العدالة
تتنوع نظم العدالة بين قبائل البدو. عدد من هذه الأنظمة يرجع تاريخها إلى ما قبل الإسلام، وبالتالي لا تتبع الشريعة الإسلامية. العديد من الأنظمة التي لا تتبع الشريعة تتعرض للإهانة لأن الجزء الأكبر من البدو يتبعون الشريعة الإسلامية أو القوانين الجزائية الوطنية في توزيع العدالة.

## المبادئ العامة
يتم صرف العدل البدوي بناءً على قوانين شرف البدو - الشرف للرجال والعرض للنساء. العادات البدوية المتعلقة بالحفاظ على الشرف، بالإضافة إلى تلك المتعلقة بالضيافة والشجاعة، وتاريخها إلى ما قبل الإسلام. في كثير من محاكم البدو غالباً لا يكون للنساء صوت في كلمة المتهم أو الشاهد، ويتم اتخاذ القرارات من قبل شيوخ القرية.
عادة ما يتبع أعضاء القبيلة الواحدة نفس نظام العدالة، وغالباً ما يدعون النسب من سلف واحد مشترك. قد تتبع القبائل المرتبطة بشكل وثيق أنظمة عدالة مماثلة، وقد يكون لديها محاكم تحكيم مشتركة. كثيراً ما يشير المحامين في الدول العربية إلى العادات البدوية كسابقة قضائية.
في القبائل البدوية الأصغر، يمكن أن يكون حل النزاع الغير الرسمي عن طريق محادثات بين عائلات الطرفين. ومع ذلك فإن البروتوكولات الاجتماعية لحل النزاعات موجودة للقبائل الأكبر.
البدو كأشخاص رحل ليس لديهم مفهوم الحبس. أما الجرائم الصغيرة وبعض الجرائم الكبرى، فيتم تسويتها عادة بالغرامات والجرائم الخطيرة بالعقاب البدني أو الإعدام. عادة ما تكون القبائل البدوية مسؤولة عن تصرفات أعضائها؛ إذا أخفق المتهم في دفع غرامة، فمن المتوقع أن تدفع قبيلة المتهم وتصبح ملزمة للقبيلة الأخرى.